# Индийская классическая музыка
Инди́йская класси́ческая му́зыка — классическая музыка Индийского субконтинента.
Разделяется на две основные традиции, окончательно разошедшиеся примерно с XIII века: хиндустанскую, с корнями в Северной Индии, и карнатическую, с корнями в Южной Индии. Индийская классическая музыка уходит корнями в ведийскую литературу индуизма («Самаведу» и др.) и древнеиндийский текст «Натьяшастру» — базовый текст по индуистским исполнительским искусствам. «Натьяшастра» фиксирует связь музыки с танцем и драмой. Под влиянием мусульманской культуры в Средние века важным становится распевное исполнение авторской поэзии, которое адаптировалось индийской культурой и стало важной частью классической музыки.
Индийская классическая музыка является ладовой и стремится к монофонии, и при ансамблевом исполнении единственная мелодическая линия оформляется фиксированными бурдонными звуками. Мелодические построения называются рага, ритмические — тала.
Раги — закреплённые традицией ладоритмические построения, основные для классической музыки. Европейскими языковыми средствами они могут описываться как «мелодии», «темы». В процессе исполнения раги основная тема подвергается интенсивному интонационному развитию по принципу аналогичному джазовой импровизации. Однако, в отличие от последней, рага — это не просто музыкальная тема, но и глубоко осмысленный философско-поэтический комплекс. Так, рага-васанта символизирует весну, рага-камала — лотос, рага-мегха — тучу, приносящую дождь, рага-шанти ассоциируется с состоянием покоя, рага-шрингара — с чувством любви, рага-хасья — с весельем и т. д. Исполнение раг приурочивается ко времени суток или года (мелодии утренние, вечерние, полуденные).
Звукоряд индийской классической музыки существенно отличается от обычного для западной музыки деления октавы на двенадцать равных полутонов. Его наиболее часто сводят к делению октавы на 22 неравные микрохроматические ступени — так называемые шрути. Для каждой раги из общего набора выделяется до 7 основных ступеней са ре га ма па дха ни, и они расположены друг от друга на расстоянии нескольких шрути. Поэтому каждая основная ступень способна иметь несколько версий высоты. При настройке инструментов может использоваться голос исполнителя, а не звук другого инструмента.

## Инструменты
Музыкальные инструменты, обычные для музыки хиндустани — ситар, сарод, танпура, бансури, шенай, саранги и табла. Обычные для музыки карнатака — индийская продольная флейта (вену), готтувадьям, вина, мридангам, канджира, гхатам и скрипка.

## Традиция Хиндустани
Хиндустани — направление в индийской классической музыке, развившееся в северных районах страны. Она широко распространена как в Индии, так и в Пакистане и Бангладеш.
Направление сформировалось на основе более ранней индийской музыкальной традиции в XIII—XIV веках и закрепилось при правлении Великих Моголов, испытав значительное персидское влияние.
На развитие северо-индийской музыки оказал сильное влияние средневековый поэт и музыкант Амир Хусро (1253—1325). Он разработал целый ряд мелодий, соединяя воедино мелодические напевы индийской и персидской музыки.
В музыке хиндустани все мелодические ряды представляют собой продолжение ноты «Са» (До). Наиболее часто раги построены на девяти звуках, но в некоторых смешанных рагах их число доходит до двенадцати.
Существует шесть основных мелодий-раг, которым в различных списках даются разные названия. Также сложилась традиция персонифицировать раги как шесть прекрасных мужчин, каждый из которых имеет по пять жён (рагини) и по восемь сыновей (путр), что доводит количество музыкальных вариаций до восьмидесяти четырёх. Такая богатая образность в конечном счёте переносилась в поэтические описания раг и рагини (дхьяна), а эти стихотворения, в свою очередь, послужили сюжетной основой для создания живописных миниатюр — рага-мала. Впервые раги были разделены на мужские и женские в трактате «Сок музыки» («Сангитамакаранда»), авторство которого приписывается некому Нараде, жившему в XI веке.
Исполнение раги начинается с медленной разработки её темы в форме алапа. Алап может длиться от нескольких минут до 30—40 минут в зависимости от стиля и предпочтения солиста. После алапа начинается основная часть раги, джор или друт, где ритм постепенно возрастает, а исполнение становится богато орнаментированным. В третьей части подключается исполнитель на табла, эта часть называется тала.
Музыка Хиндустани, в отличие от карнатской традиции, выработала свои характерные стили инструментального исполнения. В то время как инструментальная музыки Южной Индии существует лишь в виде инструментального сопровождения песен, на севере создаются самостоятельные
инструментальные композиции, соотносящиеся с определёнными рагами и тала, называющиеся гат. В музыке хиндустани обычно выделяется ритмическая составляющая, подчёркнутая двойным барабаном табла, одним из символов индийской музыки в целом. Другой характерный инструмент хиндустани, характерный для исполнения за пределами традиции хиндустани — танпура, которая настраивается для исполнения конкретной раги и играет роль однообразного ритмического бурдона. Традиционно на танпуре играет ученик мастера-солиста. Характерные темы музыки хиндустани — романтическая любовь, любование природой и религиозные напевы, посвящённые Раме, Кришне, Аллаху. Выбор стихов не имеет строгой зависимости от конкретной раги.
В современной музыке хиндустани основным звукорядом считается звукоряд раги «Билавал», который почти полностью сходен с западной мажорной диатоникой. Принято считать, что этот звукоряд рассматривается в качестве исходного со времён Мохаммада Раза (XVIII в.).
Наиболее популярной формой в классической музыке Хиндустани в наши дни является кхайяль, вокальная композиция, состоящая из двух разделов.

## Традиция Карнатака
Карнатическая музыка, Карнатак или Карнатик — музыкальная традиция южных районов Индии (штаты Тамил Наду, Керала, Карнатака, Андхра Прадеш и Телингана). Считается, что южно-индийская музыка древнее северо-индийской. Трактат по южно-индийской музыке под названием «Силаппадикарам», относящийся к II—VI векам, описывает достаточно совершенную музыкальную систему.
Данное музыкальное направление включает семьдесят две раги без подразделения на мужские и женские. Звукоряды карнатской традиции заключают в себе шестнадцать звуков — в отличие от двенадцати в традиции Хиндустани (и в западной музыке). Однако раги, включающие больше чем семь звуков, встречаются редко.
Карнатическая музыка также имеет свои манеры исполнения, ведущими среди которых являются варнам и крити (киртана). Манера варнам имеет два стиля: литературный (тана варнам) и литературно-вокальный (свара варнам). Первый представлен смысловым текстом, а второй — сочетанием смыслового текста и чистым вокализом. Манера крити является наиболее популярной.
Расцвет крити относится к XVIII веку и связан прежде всего с творчеством замечательной «троицы» карнатической музыки: Тьягараджи, Шьяма Шастри и Муттусвами Дикшитара.
В число известных исполнителей карнатической музыки входят Ариякуди Рамануджа Айенгар, Семмангуди Шриниваса Айер, братья Алатур, М. С. Суббулакшми, Лалгуди Джаяраман, М. Баламураликришна, К. Дж. Йесудас, Бомбей Джаяшри и т. д.

## Бытование
Обучение индийской классической музыке ведётся устно и индивидуально, со значительным акцентом на её воздействие на внутренний и внешний мир. Несмотря на возникшие в эпоху Просвещения попытки музыкальной записи, ни одна из них не получила универсального статуса.
Однако появление звуковоспроизводящих устройств значительно повлияло на классическую музыку. Раги, приуроченные в исполнительской традиции к определённому времени суток, могли исполняться в любое время по желанию владельца патефона, меняя тем самым всё представление о порядке дня и ночи.
В период до обретения независимости в 1947 году музыканты присутствовали при многочисленных дворцах раджей и князей. С введением республиканского строя и национализацией достояния аристократии, и одновременной вестернизацией, классическая музыкальная традиция сконцентрировалась вокруг индуистских храмов. Единичные выдающиеся музыканты приобрели поддержку правительства.
В 1969 году на фестивале Вудсток в США выступил ситарист Рави Шанкар, и вспыхнувшая популярность индийской классической музыки на Западе вернула интерес к ней у населения Индии. Вместе с тем, на Западе были популярны в первую очередь демонстрации инструментального исполнительского мастерства, что сильно изменило ценности индийской классической музыки к концу XX века от приоритета голоса над инструментом и созерцательной глубины звука в пользу инструментальной виртуозности и скорости.